# タイル

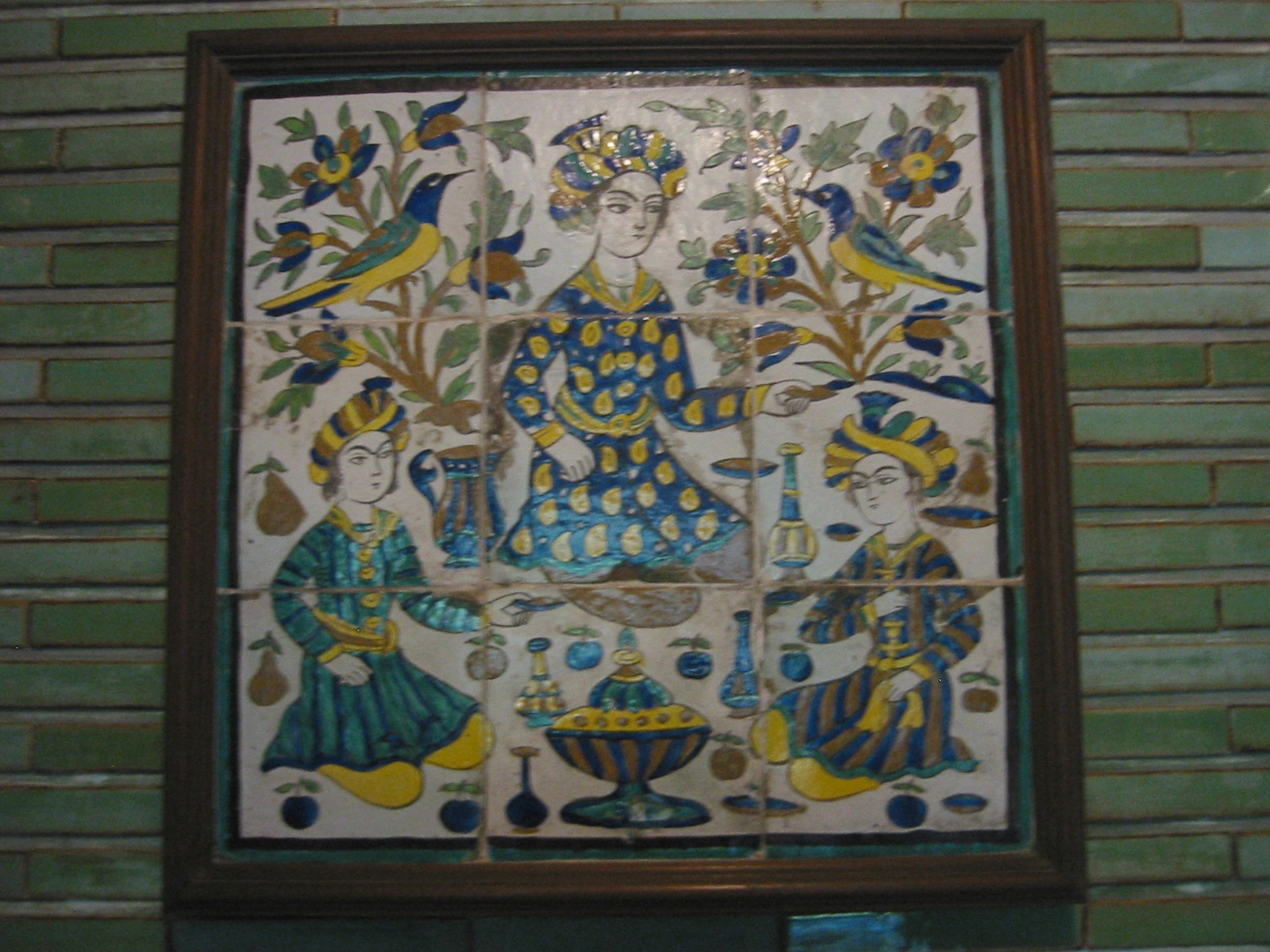
絵タイル(組タイル)

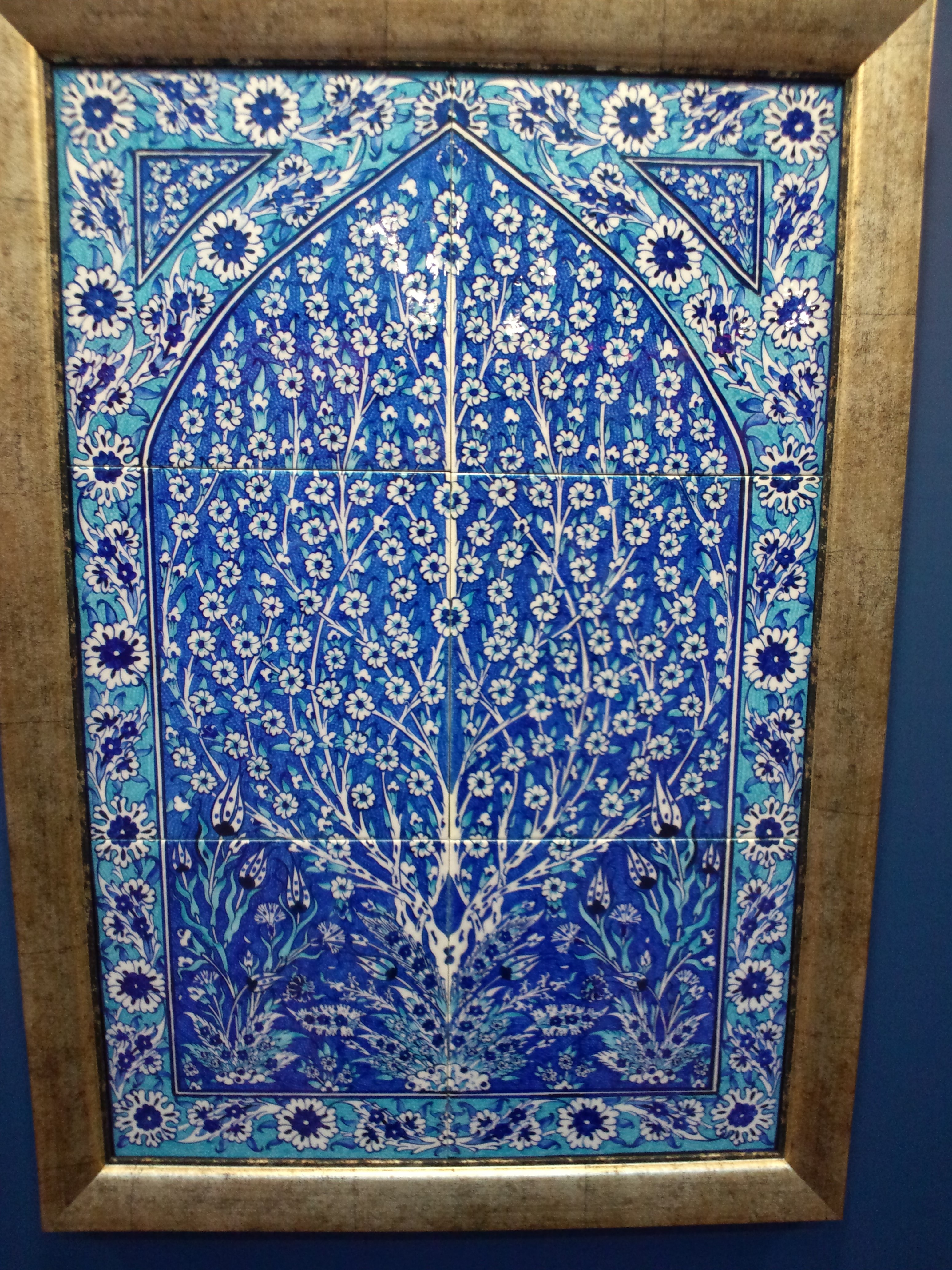
トルコのタイル

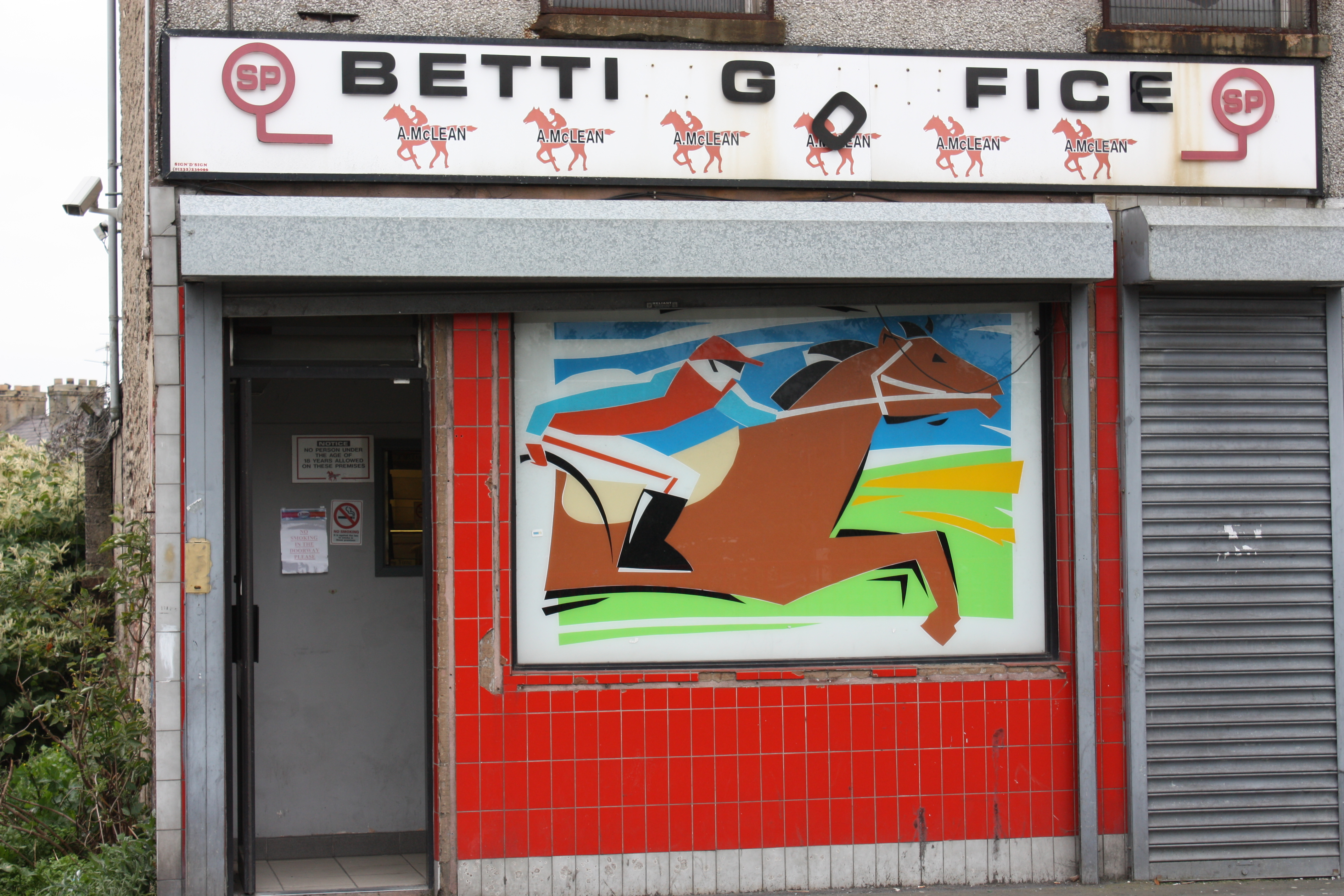
はがれたタイル

タイル（英: tile）は、一般には石や粘土からなる生地を高温で焼成し、釉薬によってデザイン性や機能性を付加した外装材、舗装材、化粧材。英語のtileには、瓦や牌の意味もある。また、比喩的に、規則的に分けられた平面状の区画や、繰り返しによって構成される図画の各要素のことなどのこともタイルと呼ぶ。

## 概要
タイルの語源はラテン語で陶製の屋根板を指すテグラ（tegula）に由来すると言われる。テグラは広義には「ものを覆う」という意味があり、近世以降、屋根瓦と建築物の表面を覆う陶製の薄板の双方をテグラと呼ぶようになっている。
現存する世界最古のタイルはエジプト第3王朝、ジェゼル王が紀元前2700年に建てたサッカラの階段ピラミッドの通路に貼られた青釉のタイルと推測されている。
日本には6世紀に百済から伝来し、瓦の技術を応用して、仏教寺院の敷瓦や腰瓦に用いられた。鎌倉時代から桃山時代にかけて釉薬で彩色を施した陶板が出現したが、建築材料としてではなく茶道具の一部など観賞用として用いられた。名称については化粧煉瓦、敷瓦、陶板、貼付け化粧瓦など様々な呼称があったが、1922年（大正11年）4月12日に全国タイル業者大会が東京で開催され、「タイル」へ名称統一が可決された。これにより、日本建築学会は、名称統一の翌年1923(大正12)年に標準工事仕様書を制定し、その中の煉瓦工事の項でタイルおよびタイル工事について標準仕様を規定した。日本政府は、1921(大正 10) 年に国家規格「日本標準規格(JES)」が制定し工業製品全体の標準化が進め、タイルは1929(昭和 4)年に初めて形状寸法について公的な規格をもつことになった。日本におけるタイルの普及は1918年（大正7年）より、スペイン風邪の世界的流行に対して衛生対策が強化され、公衆便所や銭湯へのタイル使用が奨励された。その後、1923年（大正12年）に起こった関東大震災により既存の建築が多く失われたことも合わさり、コンクリート造りでタイル仕上の銭湯が主流となっていった。
形状は、隙間無く敷き詰めるため正方形や長方形など四角形が多いが、小石の形など不規則な形状のものもある。色彩も様々であり、一枚一枚に模様があるものや、色の違うものを多数並べることで大きな絵とする場合もある。
材質は、陶磁器、コンクリート、プラスチック、大理石など各種ある。陶磁器製は建物の外装や、浴室、洗面所などの内装に、コンクリート製は歩道の舗装用などに、プラスチック製は「Pタイル」と呼ばれ、オフィスなどの床にそれぞれ用いられる。また、漆喰の特性を生かしたタイルも開発されている。
大きさも1cm角のモザイクタイルから畳ほどの大きさのタイルまで存在する。
陶製のタイルは長さ100mほどのトンネル状の窯で2日以上かけて焼成されていたが、窯はコンパクトになり時間も数時間で焼成できるようになった。温度管理などの技術進歩とともに仕上がりは均一化されたが、古い建物などに残る昔のタイルのような1枚ごとの微妙な色の違いなどは出にくくなった面もある。
通常、タイルは一枚ずつ接着剤やモルタル、金物によって躯体に固定されるが、非常に手間がかかり、施工技術も要求される。そのため、細かいタイルがあらかじめシート状に敷き詰められたものが製造されている。
タイルは主として建築用に用いられ、モザイク画や陶板複製画のように美術性の高いタイル、陶板浴のように健康を目的としたタイルなどがある。特殊な用途としては、スペースシャトルなどの宇宙船の外装に使用される耐熱タイルがある。

## アンティークタイル

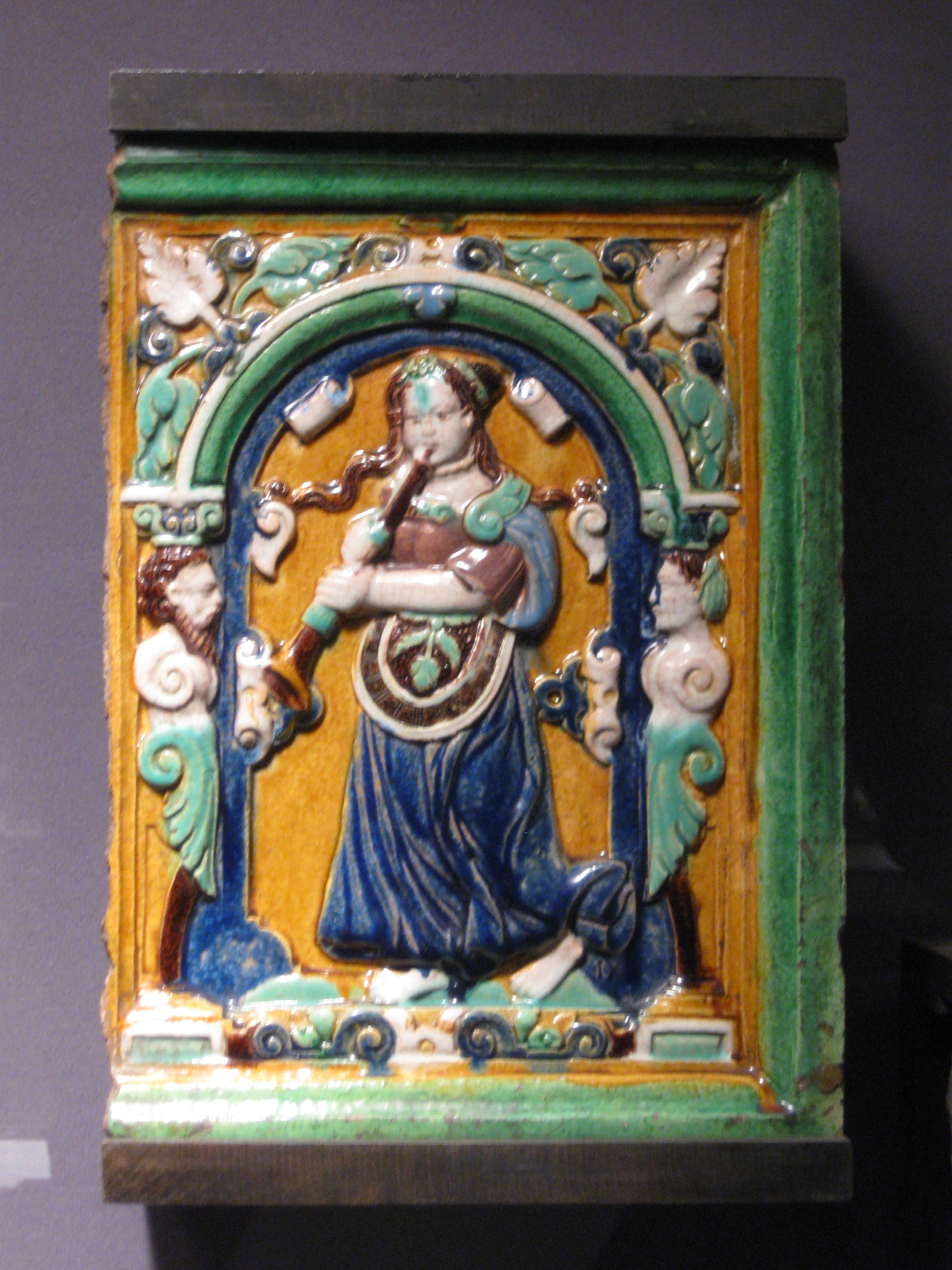
スイスのストーブ・タイル（16世紀）（Museum of Anthropology at UBC所蔵）

中世以降のヨーロッパ、イスラム世界のタイルは骨董品としてコレクションの対象となっている。アンティークタイルは私人の趣味に留まらず、美術館や博物館の蒐集対象となっておりオークションにもしばしば出品される。

### イスラム世界のタイル
中世イスラム世界のタイルの特徴は六角形や八角形など正方形以外の様々な形がある事と、ラスター彩と呼ばれる金属的な輝きを持つ絵付けである。アラベスクや幾何学紋様、コーランの字句などが主なモチーフとされている。14世紀以降にはクエルダ・セカ様式、クエンカ様式と呼ばれる新しい技法を使ったタイルが急速に広まり、その影響はイベリア半島まで及んでいる。
15-16世紀には「イズニクウェア」と呼ばれる伝統的なのアラベスク模様より写実的な図柄の彩色陶器が流行した。17世紀には需要の低下とともにイズニクウェアが没落し、キュタヒヤがタイル産地として取って替わったが、盛期のイズニクウェアの美術水準に及ぶことはなかった。

### ヨーロッパのタイル
15-16世紀には、イスラムのクエルダ・セカ様式、クエンカ様式の技術をもつトレド、セビーリャがタイル産地の中心となっていた。しかし、イスラム勢力がイベリア半島から駆逐されるとともにその地位は失われた。また、15世紀にはストーブを装飾するための型押しで作られるレリーフタイルが産業として確立した。このストーブ・タイルと呼ばれる特殊なタイルは他の技法の影響を受けながら今日まで作られ続けている。
ルネサンス期にはファエンツァでマヨリカ焼きから発展したファイアンス焼き（マヨルカウェア）が「ゴシック・フロラル」と呼ばれる様式を確立し、16世紀にはイタリアの諸都市でマヨルカウェアを模したスズ釉のタイルが作られた。ファイアンス焼きは北部・中央ヨーロッパにも波及し、17世紀にオランダで白地に青の釉薬で描かれる中国風のモチーフを取り入れたデルフトウェアへと変化した。17世紀のデルフトウェアのタイルは、メダイヨンと呼ばれる縁飾りで中央のモチーフを囲むデザインや、正方形に4枚組むことで成立するコーナー・モチーフが特徴である。18世紀前半には壁画とも言える特注品の大作が幾つも作られている。
デルフト様式はイギリスやフランスにもコピーされ、18世紀前半には技術的にオランダに追いついた。イギリスではブリストルやリヴァプール、ロンドンで盛んに生産された。18世紀後半になるとウェッジウッドなどが開発した新しい粘土素地を使ったクリームウェアによって、デルフトの製陶産業は駆逐されてしまう。その後、ヨーロッパではフランス革命とその後の動乱から、タイルの生産はイギリスも含め各国とも極端に衰微してしまった。

## 建築とタイル

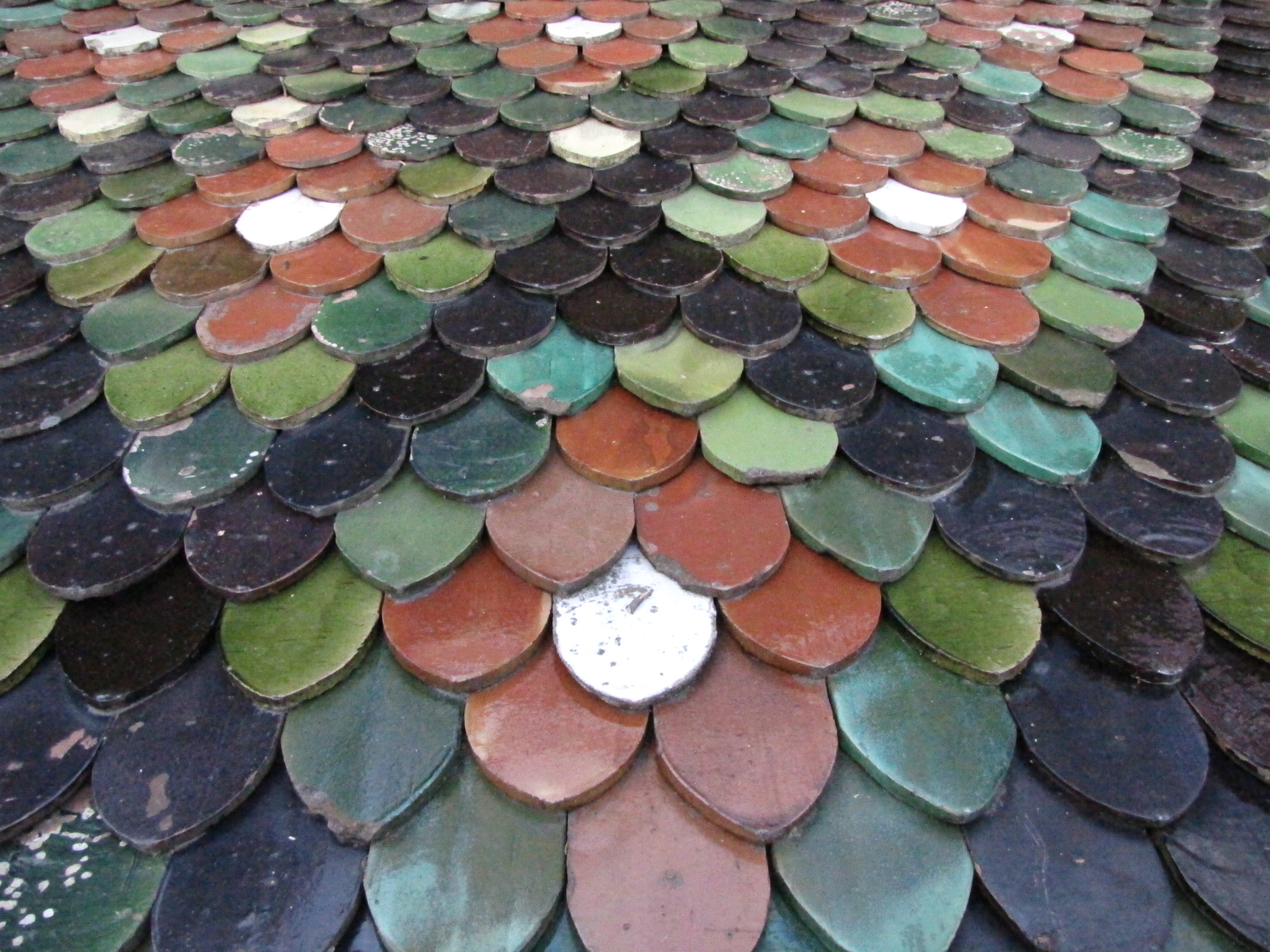
釉薬を塗った釉薬瓦（スイス、ヌーシャテルの協同教会の屋根）

住まいに用いられるタイルには建築用の外装タイルと内装用のデザインタイルがある。

### 建築用陶磁器タイル
建築では一般にタイルといえば、陶磁器製を指すことが多い。材質は吸水率の違いにより、陶器質、炻器（せっき）質、磁器質タイルに分けられる。タイルメーカーでは、タイルの適した用途に応じて屋内の水廻りや壁、床用、屋外の壁、床用などに分けている。一般的に、躯体（貼り付け箇所）への防水性に優れ、水がかり部に使用されることが多い。外壁用タイルにおいては、タイル自体の経年劣化はほとんどなく、貼り付け施工時の不具合による剥離、落下事故が起こることがあるが、現在では、モルタルと混ぜられる接着剤の性能や、施工法の向上が行われ、事故は減少傾向にある。仕上げには流行があるが、外装タイル貼の建築物は、他の外壁仕上げに比べイニシャルコストがかかる反面、耐候性に優れ、メンテナンスも比較的容易で、意匠上美しいことから、公共建築物やマンションなどで広く選択されている。
岐阜県の多治見市・土岐市近隣には、良質な陶磁器の土が採掘される（「美濃焼」も参照）。このため原土や顔料を扱う原料会社、タイルメーカーやタイル販売商社など多くのタイル産業が集積している。多治見市モザイクタイルミュージアム（笠原町）があるほか、TOTOのタイル部門を担うTOTOマテリアは土岐市に本社を置く。

#### 吹き付けタイル
建築物や構造物に用いられる外装仕上げの一つ。光沢のある塗膜が得られる。合成樹脂を混合したモルタルなどを吹き付けガンで吹き付けた凹凸面を、コテ塗りやローラー塗りで均らし表情を出す。学校、公民館などの公共建築物や集合住宅、戸建て住宅など、幅広く使われる。色彩の種類が多く、表情の選択に幅がある。凹凸があるため汚れが付着しても比較的目立ちにくい。弾性のあるタイルは下地の微細な亀裂にも追随して浸水を防ぐ。
※タイルと名称が付いているが、現実にはタイルでは無く現代で言うガン吹き、吹きつけにあたる。

#### タイル目地
目地（めじ、めち）とは、タイルとタイルの隙間を指す。剥離防止や防水を目的として、通常はモルタルや白セメントが充填され、色はグレーまたは白になる。目地は性質上カビの発生源になりやすいため、こまめな清掃が不可欠である。
以前は「外国製の輸入タイルの場合、タイルの大きさに誤差があり、目地が大きめにとられることが多い。日本のタイルは精度が高く、目地を小さくとることができる。」とよく言われたが、タイルの風合いや製法によるところがあるため、輸入タイルという区分で寸法精度について一概に評価するのは危険であり、個々のタイルの性質を理解した上で、目地幅を決定することが望ましい。

### 内装用デザインタイル
陶製のタイルは浴室、キッチン、トイレなど耐水性が必要な箇所の化粧材に用いられてきた。内装用には次のようなタイルもある。
ガラスタイルガラス質の表面で、透明感がある。下地色が濃くなると透けて見える場合があり施工には注意が必要。
タイルカーペットカーペットを正角に切断した片材を床に敷き詰めた床仕上げの一つ。事務室などで使われる。特にOAフロアにおいては部分的に剥がして取り換える必要があるため、多用されている。日本でタイルカーペットが最初に登場したのは1970（昭和45）年の大阪万博オランダ館である。1981（昭和56）年、住江織物がアスファルトバックの「シーザー」を発売し、翌年、東リが国産初の塩ビバック「GA100」を発売する。
コルクタイルコルクで作られた正角の片板を床に敷き詰めた床仕上げの一つ。保温性、吸音性、弾力性、触感に優れ、経済的で施工も容易。一般的に磨耗が激しく、耐用年数は短い。住宅の居間や診療所の待合室などで使われることが多い。

## タイルに関する展示施設
- INAXライブミュージアム - タイルメーカーのLIXILによる博物館。
- 多治見市モザイクタイルミュージアム - モザイクタイルを中心とした博物館。
- 大塚国際美術館 - 陶板複製画を中心とした美術館。

## 主なタイルメーカー
- アイコットリョーワ
- LIXIL（旧・INAX）
- TOTO
- TChic
- ダントー（旧・淡陶）
- ニッタイ工業
- 名古屋モザイク工業
- 平田タイル
- カネキ製陶所
- KYタイル
- 杉浦製陶